# Paul de Choudens
Paul de Choudens (* 5. Juni 1850 in Paris; † 7. Oktober 1925) war ein französischer Musikverleger und Librettist.

## Leben
Antoine de Choudens, der Vater von Paul de Choudens, hatte 1845 den Musikverlag Editions Choudens gegründet. Paul de Choudens war ein „Möchtegern-Dichter“ und zusammen mit seinem Bruder Antony de Choudens seit 1874 Partner im Musikverlag seines Vaters. 1878 trat der Komponist Gabriel Fauré an den Verlag heran, um eine Liedersammlung zu veröffentlichen. Fauré hatte 19 Lieder fertig, ein weiteres Lied war vonnöten, um auf die runde Zahl von 20 zu kommen. Fauré entschied sich für die Vertonung eines Liebesgedichts von Paul de Choudens, das ursprünglich Lucette hieß, dann umbenannt in Sylvie, und hielt so Text und Veröffentlichung „in der Familie“. Das Gedicht war simpel, Choudens kein Baudelaire, doch genau diese Einfachheit gab Fauré genug Raum zur Entfaltung seiner musikalischen Ideen. 1885 stieg der Bruder Antony aus dem Geschäft aus, 1888 verstarb der Vater, und Paul de Choudens übernahm den Verlag allein, den er bis zu seinem Tod 1925 führte.
Choudens hatte im letzten Drittel des 19. Jahrhunderts und Anfang des 20. Jahrhunderts viele wichtige französische Komponisten unter Vertrag, darunter Berlioz, Gounod und Saint-Saëns. Paul de Choudens verfasste auch Libretti und Liedtexte, die er üblicherweise in seinem Verlag veröffentlichte. Dabei trat zuweilen ein Interessenkonflikt zwischen seine Rollen als Musikverleger und als Dichter auf. So gilt sein Libretto für Mascagnis Amica als „schwach und unausgewogen“, aber das ungewöhnlich großzügige Angebot von 75 %/50 % der Einkünfte überzeugten Pietro Mascagni 1905, Choudens' Libretto zu vertonen und die Oper in dessen Verlag erscheinen zu lassen. Heute gehört der Katalog von Choudens zu G. Schirmer.

## Werke
Libretti für Opern und musikalische Bühnenwerke, Texte für Lieder, teils unter den Pseudonymen Paul Bérel und Paolo Bérel:
- 1878: Sylvie (Lied), Komposition Gabriel Fauré[4]
- 1905: Amica (Oper), Komposition Pietro Mascagni
- 1909: La Glaneuse (lyrisches Stück), Komposition Félix Fourdrain, Libretto zusammen mit Arthur Bernède
- 1912: Vercingétorix (musikalisches Drama), Komposition Félix Fourdrain, Libretto zusammen mit Arthur Bernède
- 1913: Madame Rolland, (lyrisches Drama), Komposition Félix Fourdrain, Libretto zusammen mit Arthur Bernède
- 1913: Les Contes de Praault (Feenspiel), Komposition Félix Fourdrain, Libretto zusammen mit Arthur Bernède